# Helmut Kulbeik
Helmut Kulbeik (* 1943/1944 in Berlin) ist ein deutscher Staatsbürger. Er flüchtete 1962 aus der DDR; bei der Flucht wurde sein Freund und Arbeitskollege Peter Fechter von DDR-Grenzsoldaten erschossen.

## Leben
Helmut Kulbeik wuchs gemeinsam mit einer älteren Schwester in Berlin auf. Nach seinem Schulabschluss absolvierte er eine Ausbildung zum Betonbauer. Seine Großmutter mütterlicherseits wohnte mit seiner Tante und seiner Cousine nach dem Mauerbau (Teilung der Stadt) in West-Berlin, während Kulbeik mit seinen Eltern und seiner Schwester in Ost-Berlin verblieb.
Kulbeik fasste im August 1962, rund ein Jahr nach dem Mauerbau, gemeinsam mit seinem guten Freund und Arbeitskollegen Peter Fechter den Entschluss aus der DDR zu flüchten. Am Freitag, den 17. August 1962 gegen 14:20 Uhr begaben sich beide kurz nach ihrem Dienstschluss zur Berliner Mauer in der Zimmerstraße in unmittelbarer Nähe zum Checkpoint Charlie. Während Kulbeik das Überklettern der Mauer im ersten Anlauf gelang, brach der wenige Meter hinter ihm befindliche Peter Fechter von mehreren Schüssen getroffen zusammen. Die drei Grenzsoldaten, die den Schießbefehl ausgeführt hatten, ließen ihn dort willkürlich rund eine Stunde lang im Grenzstreifen liegen. Fechter starb noch vor Ort an inneren Blutungen.
Kulbeik hingegen wurde zunächst von der Polizei verhört und sprach danach mit dem damaligen West-Berliner Innensenator Heinrich Albertz. Da er über sein Fluchterlebnis nicht öffentlich sprach, geriet sein Name zumindest in der Bundesrepublik Deutschland schnell wieder aus dem kollektiven Gedächtnis. Er lebte fortan im Stadtteil Wedding und war beruflich als Bauarbeiter tätig. Er war ab 1967 einige Jahre lang verheiratet und hat mit seiner Frau einen Sohn. Von einem Gericht in der DDR wurde Kulbeik später wegen seiner Flucht aus der DDR in Abwesenheit zu zehn Jahren Haft verurteilt. Kulbeik kehrte nach seiner Flucht aus Angst vor Repressionen mit den Behörden und der Rache von Mitarbeitern des Ministeriums für Staatssicherheit bis zum Mauerfall nicht in die DDR zurück und verzichtete somit auf Besuche bei seiner Familie. Auch mit den Angehörigen von Peter Fechter war er nicht in Kontakt getreten, auch nach der friedlichen Revolution in der DDR nicht. 
In den 1970er-Jahren zog Kulbeik nach Oberhausen und war dann nach einer Umschulung in einem anderen Beruf tätig. Helmut Kulbeik lebt als Rentner wieder in Berlin (Stand: 2012). Im Jahr 2012 gab er der Berliner Morgenpost sein erstes und einziges Interview.

## Juristische Aufarbeitung
Mitte der 1990er-Jahre kehrte er kurzzeitig nach Berlin zurück, um seine Aussage bei der Berliner Polizei über den Tod von Peter Fechter zu Protokoll zu geben, da die Staatsanwaltschaft nun gegen die beiden Todesschützen ermittelte und dieser Fall dann in einem der Mauerschützenprozesse verhandelt werden sollte. Die beiden Schützen Rolf F. und Erich S. wurden jeweils zu Bewährungsstrafen verurteilt. Der dritte Schütze Hans S. war zum Zeitpunkt des Verfahrens bereits verstorben.